# レイモンドコーポレーション
レイモンドコーポレーションは、千葉県北東部を中心に商業施設及び医療施設の設計、デザイン、建築施工、内装工事を主業務にしていた企業。

## 沿革
- 1997年4月 - 千葉県松戸市にて、レイモンド綜合設計を設立。
- 1998年
  - 9月 - 千葉県知事登録。
  - 10月 - 本店住所を松戸市秋山に変更。
- 2000年4月 - 本店住所を市川市堀之内3丁目18番25号に変更。
- 2002年8月 - 株式会社に組織変更。
- 2005年6月 - 東京営業所を開設
- 2007年
  - 4月 - 資本金を3000万円に増資
  - 11月 - 資本金を3300万円に増資
- 2008年12月 - 資本金を4000万円に増資し子会社のレイモンドコーポレーションと合併。
- 2010年10月 - 社名を株式会社レイモンドコーポレーションに変更。
- 2014年9月24日 - 東京地方裁判所から破産手続開始決定を受ける[1][2]。